# Ivo Damas
Ivo Filipe Cerqueira Damas (Penafiel, 3 giugno 1977) è un ex calciatore portoghese, di ruolo centrocampista.

## Carriera

### Club
Ha giocato nella massima serie portoghese con lo Sporting Lisbona e con l'Alverca.

### Nazionale
Nel 1998 ha giocato due partite con l'Under-21.